# 16 Żuławski Pułk Logistyczny

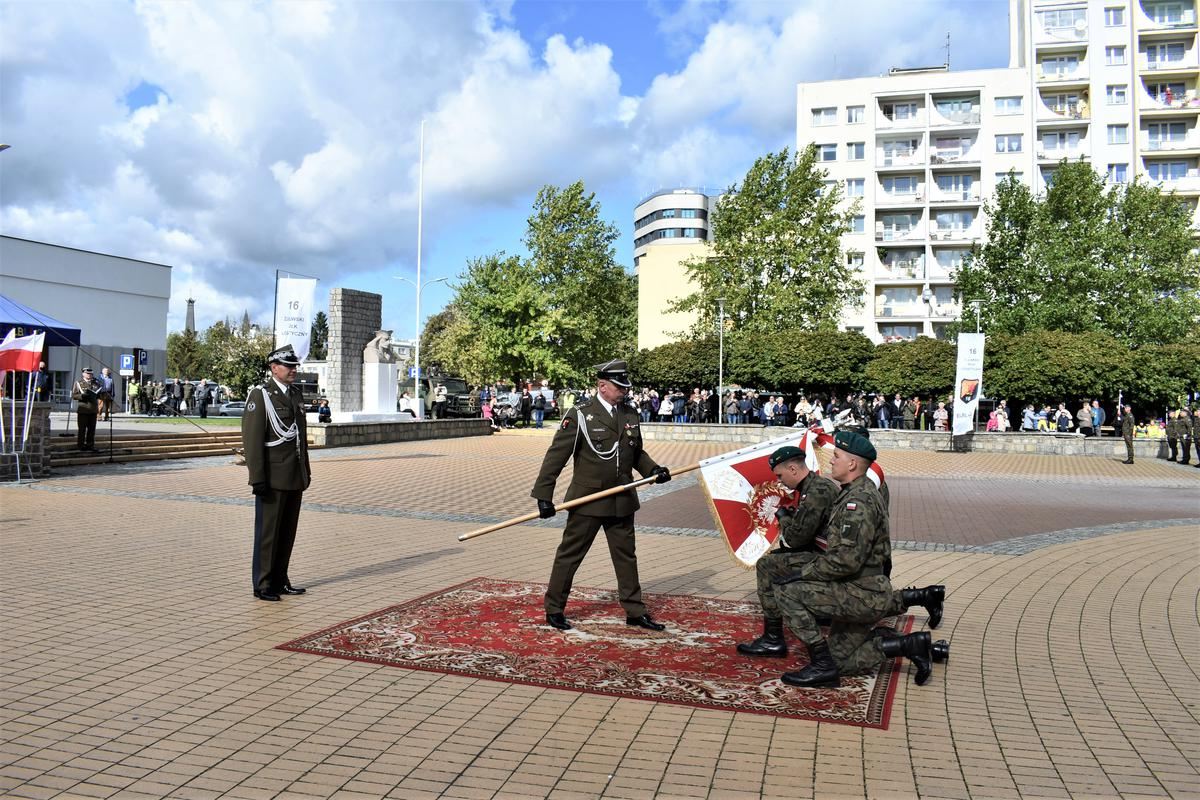
Wręczenie sztandaru wojskowego 16plog odbyło się 24 września 2021 na Placu Kazimierza Jagiellończyka w Elblągu

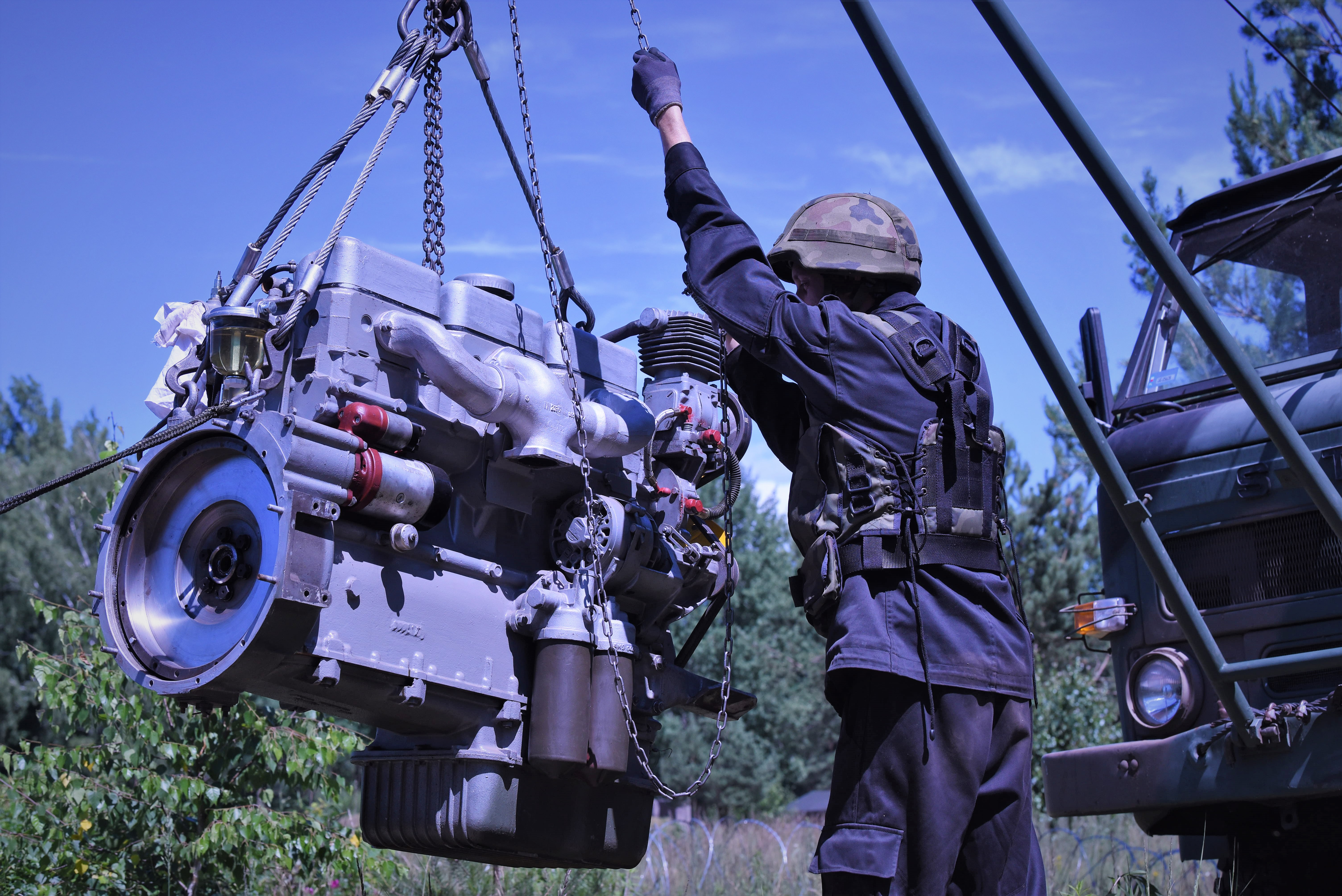
16 pułk logistyczny to m.in. naprawa sprzętu wojskowego

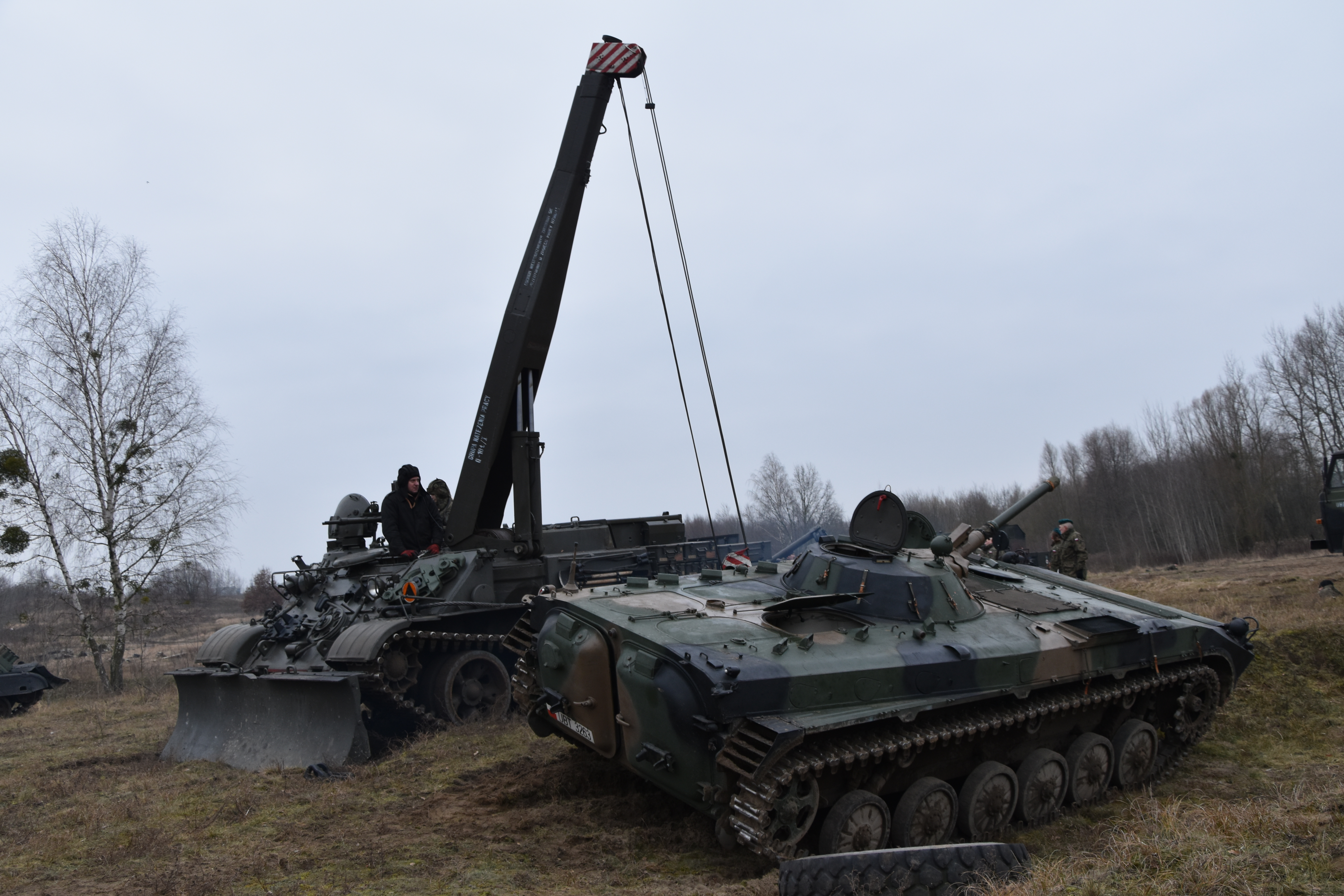
Ewakuacja sprzętu z pola walki

16 Żuławski Pułk Logistyczny Obrońców Westerplatte (16 plog) – oddział logistyczny Sił Zbrojnych RP.

## Historia
Pułk został sformowany w 2019, w Elblągu, w wyniku przeformowania 16 Żuławskiego batalionu remontowego.
Na podstawie decyzji nr Z – 87/MON Ministra Obrony Narodowej z dnia 7 grudnia 2018 roku w sprawie zmian organizacyjnych w jednostkach podporządkowanych Dowódcy Generalnemu Rodzajów Sił Zbrojnych, decyzji nr Z – 88/ZOiU – P1 Ministra Obrony Narodowej z dnia 10 grudnia 2018 roku w sprawie realizacji zadań umożliwiających wprowadzenie zmian organizacyjnych w jednostkach podporządkowanych Dowódcy Generalnemu Rodzajów Sił Zbrojnych oraz rozkazu Nr Z –11/Org. z dnia 16.01.2019 roku Dowódcy Generalnego Rodzajów Sił Zbrojnych, dowódca 16 Dywizji Zmechanizowanej swoim rozkazem nr Z – 23 z dnia 24 stycznia 2019 nakazał w terminie do dnia 31 grudnia 2019 roku przeformować 16 Żuławski batalion remontowy w Elblągu w 16 pułk logistyczny w Elblągu.
Pierwszym dowódcą pułku został dotychczasowy dowódca 16 batalionu remontowego płk Piotr Pankowski.
Pułk jest dyslokowany w garnizonie Elbląg. W systemie zabezpieczenia logistycznego wojsk jest organem wykonawczym dowódcy 16 Pomorskiej Dywizji Zmechanizowanej, przewidzianym do realizacji zadań w czasie pokoju, kryzysu i wojny. W łańcuchu zabezpieczenia logistycznego Sił Zbrojnych RP jest jednostką realizującą zadania w obszarze logistyki na poziomie II taktycznym.

## Tradycje
16 pułk logistyczny, pragnąc kultywować tradycje 16 Żuławskiego batalionu remontowego, przyjął wyróżniającą nazwę „Żuławski”. Przyjął również kolorystykę pomarańczowo – czarną nawiązującą do symboliki wojsk pancernych oraz służb technicznych. Barwy te zawarte są w proporcu dowódcy pułku, oznace rozpoznawczej na mundur wyjściowy, która wzbogacona jest o Gryfa Pomorskiego – symbol 16 Pomorskiej Dywizji Zmechanizowanej – oraz w odznace pamiątkowej, która dodatkowo posiada kłos i miecz – symbole służb kwatermistrzowskich.
24 września 2021 Dyrektor Departamentu Zwierzchnictwa nad Siłami Zbrojnymi BBN gen. dyw. Dariusz Łukowski wręczył dowódcy pułku sztandar jednostki ufundowany przez społeczeństwo i władze Elbląga.
Decyzją nr 51/MON Ministra Obrony Narodowej z dnia 24 maja 2023 w sprawie przejęcia dziedzictwa tradycji, przyjęcia nazwy wyróżniającej oraz ustanowienia święta 16 Żuławskiego Pułku Logistycznego Obrońców Westerplatte, jednostka zmieniła nazwę i rozpoczęła kultywowanie tradycji Wojskowej Składnicy Tranzytowej.

Insygnia
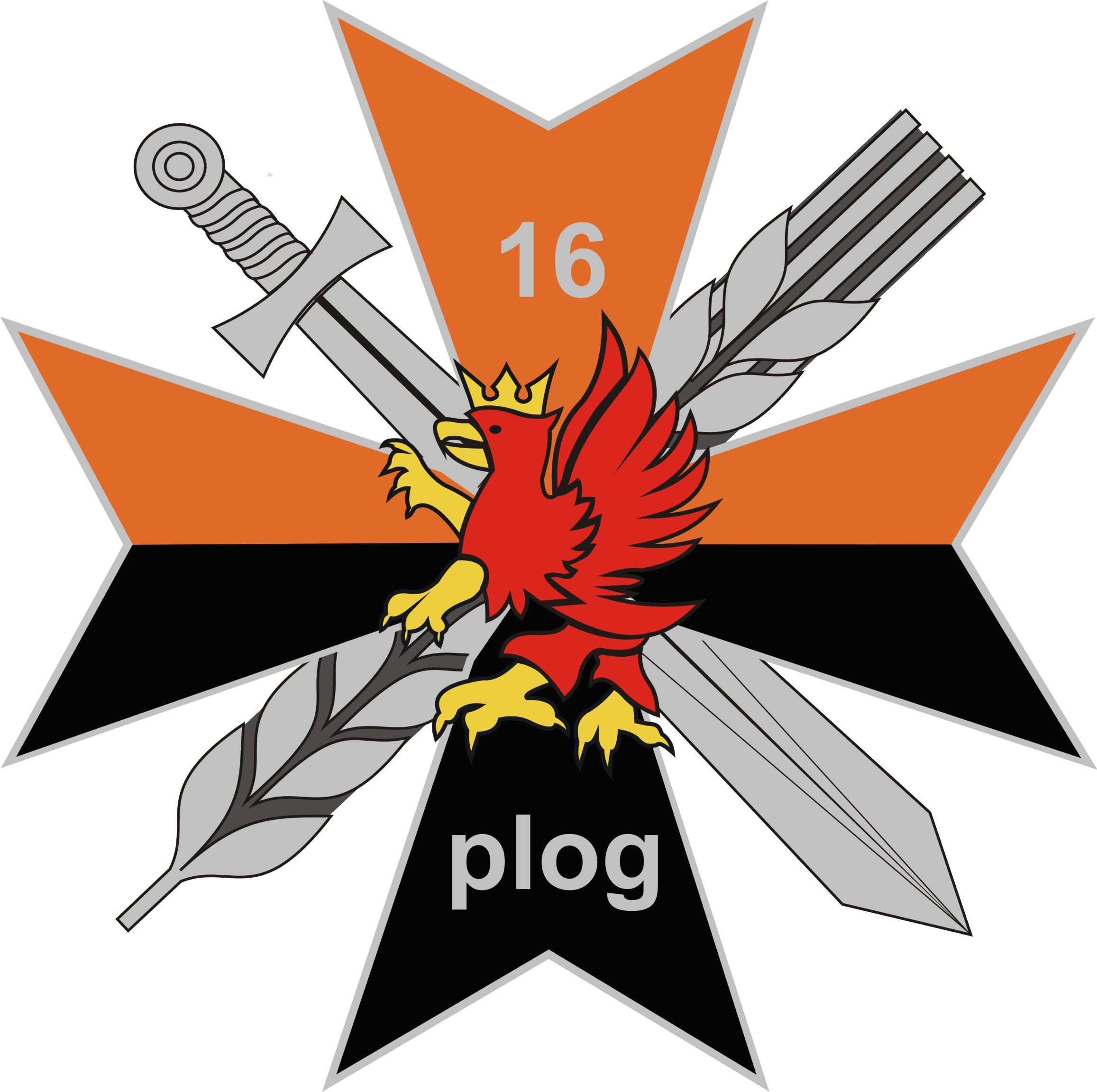
Odznaka pamiątkowa (2020)
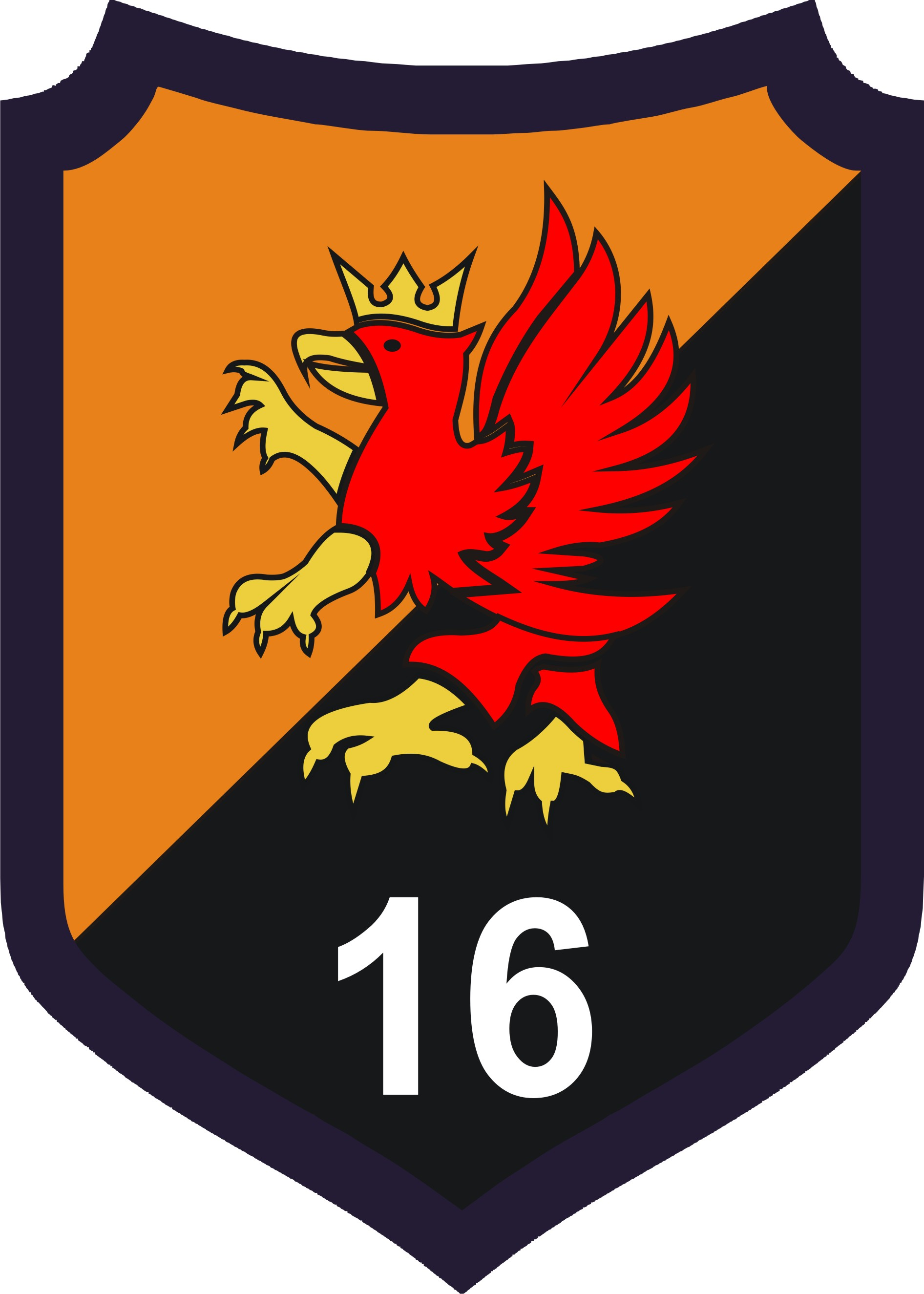
Oznaka rozpoznawcza na mundur wyjściowy (2020)
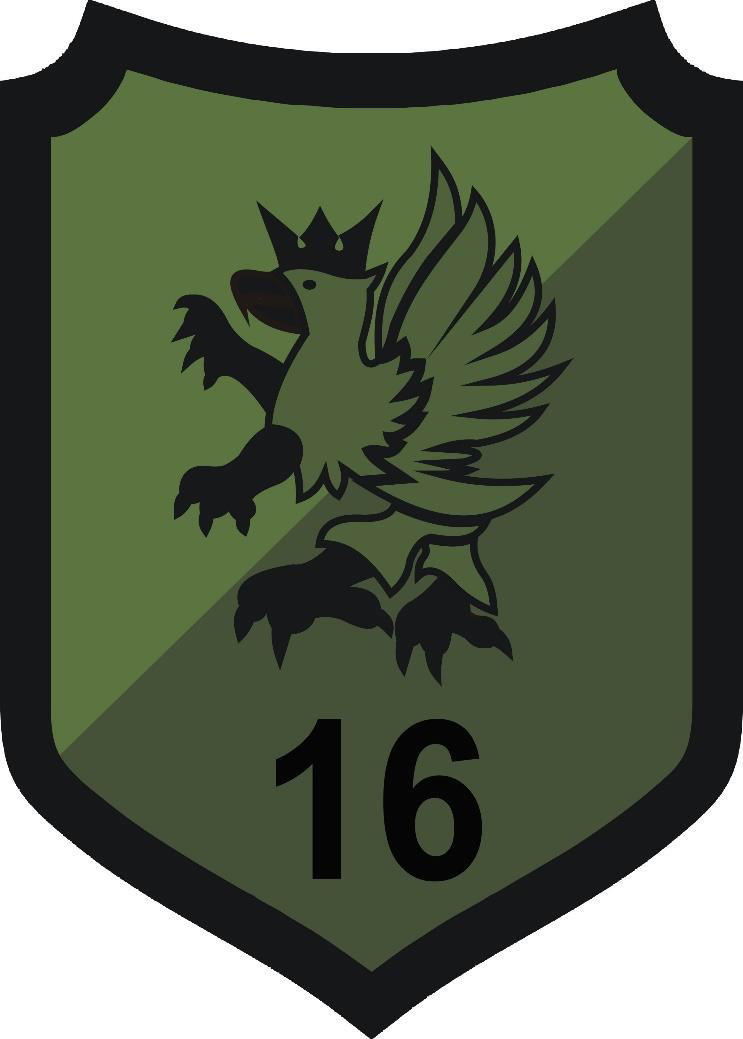
Oznaka rozpoznawcza na mundur polowy (2020)
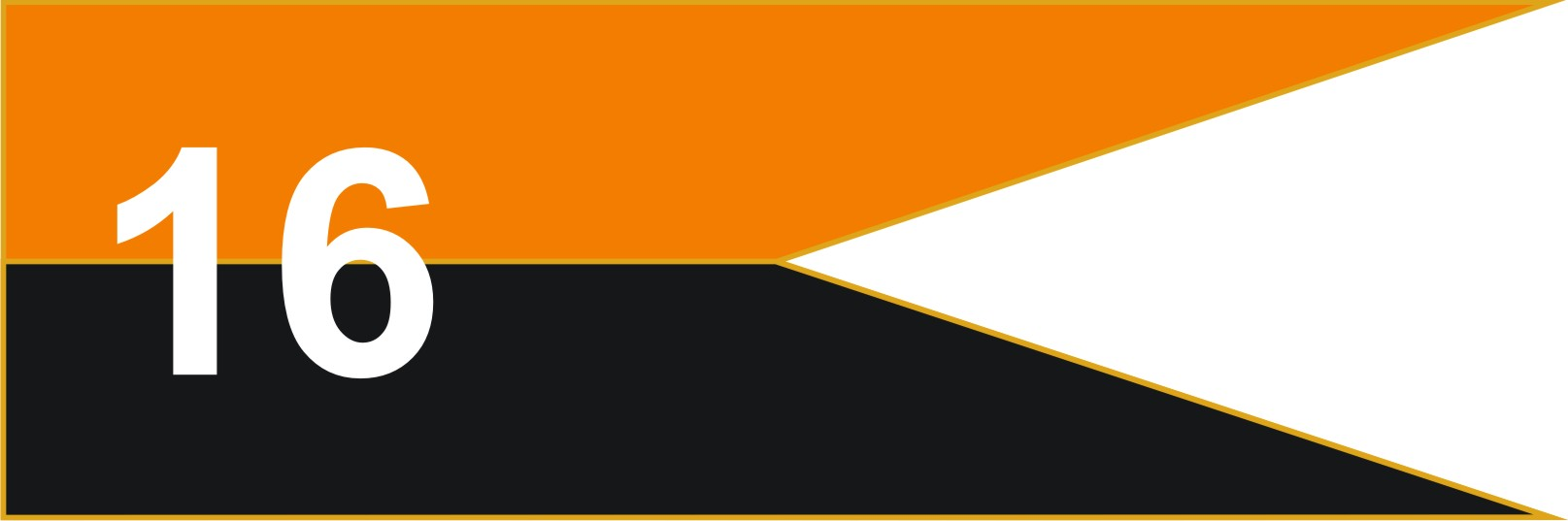
Proporczyk na beret (2020)

## Dowódcy pułku
- płk Piotr Pankowski (od 2019)

## Struktura
- dowództwo
- sztab
- batalion remontowy
- batalion transportowy
- batalion zabezpieczenia
- Grupa Zabezpieczenia Medycznego